# Enrico Richter
Enrico „Enni“ Richter (* 3. August 1961 in Pirna) ist ein ehemaliger Boxer aus der DDR.

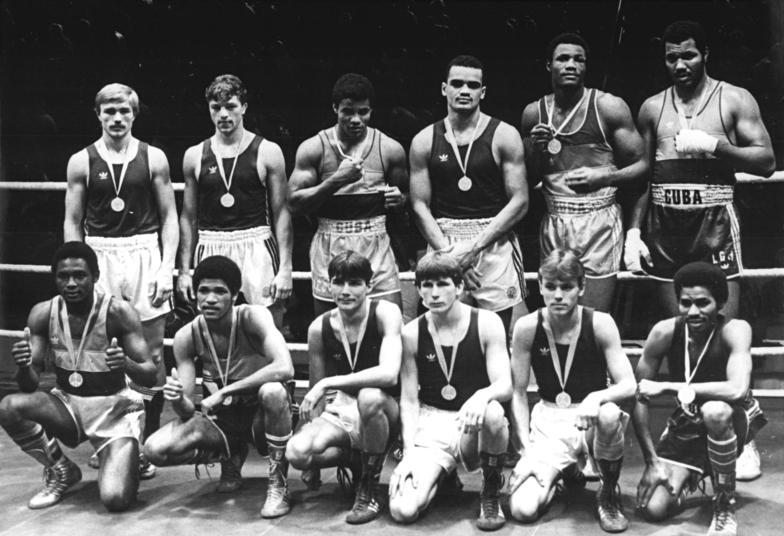
Die Gewinner des Chemiepokals 1987, darunter Enrico Richter (hintere Reihe, zweiter von links)

## Werdegang
Enrico Richter begann mit dem Boxsport im November 1970 im Alter von neun Jahren bei der BSG Wismut Pirna-Copitz, wo sein Vater Peter Richter Box-Übungsleiter war. Später wechselte er zur SG Wismut Gera. Zu seinen Trainern zählten Jürgen Fanghänel, Manfred Scheffler, Rudi Rochel und Günter Debert. 1985 wurde er mit einem Finalsieg gegen Mike Olesch erstmals DDR-Meister im Halbmittelgewicht und hatte bis dahin bereits 173 Kämpfe in seinem Rekord. 1986 wiederholte er den DDR-Titelgewinn mit einem erneuten Finalsieg gegen Olesch und startete bei der Weltmeisterschaft 1986 in Reno (Nevada), wo er mit Siegen gegen Kevin Bryant aus den USA, Lee Hae-jung aus Südkorea, Melquis Manon aus der Dominikanischen Republik und Lotfi Ayed aus Schweden das Finale erreichte, wo er mit 1:4 gegen den Kubaner Ángel Espinosa unterlag und Vizeweltmeister im Halbmittelgewicht wurde.
1987 gewann er mit Siegen gegen den Belgier Danny de Beul, den Bulgaren Blagoj Sokolow, den Engländer Neville Brown und Wiktor Jegorow aus der Sowjetunion die Europameisterschaft in Turin und konnte daraufhin für das Team Europa 1 auch am Weltcup in Belgrad teilnehmen, wo er nach Siegen gegen Dan Sherry aus Kanada, Fatmir Makolli aus Jugoslawien und Wiktor Jegorow aus der Sowjetunion ebenfalls die Goldmedaille erkämpfte. Daraufhin wurde er in der Weltrangliste 1987/88 auf dem ersten Platz im Halbmittelgewicht geführt.
1988 wurde er mit einem Finalsieg gegen Mike Olesch erneut DDR-Meister im Halbmittelgewicht und startete bei der EM 1989 in Athen, wo er nach einer Halbfinalniederlage gegen Israjel Hakobkochjan eine Bronzemedaille im Halbmittelgewicht gewann. 1989 nahm er an der WM in Moskau teil, wo er im Viertelfinale des Mittelgewichts gegen Ángel Espinosa ausschied.
1990 wurde er mit dem CSC Frankfurt noch Deutscher Mannschaftsmeister.

### Auswahl von int. Turniersiegen
- April 1989: 1. Platz beim King’s Cup in Thailand[10]
- November 1988: 1. Platz beim Copenhagen Cup in Dänemark[11]
- September 1988: 1. Platz beim International Tournament Pjöngjang in Nordkorea[12]
- November 1987: 1. Platz beim Copenhagen Cup in Dänemark[13]
- April 1987: 1. Platz beim King’s Cup in Thailand[14]
- März 1987: 1. Platz beim Chemiepokal in Deutschland[15]
- November 1986: 1. Platz beim Feliks Stamm Tournament in Polen[16]
- Oktober 1986: 1. Platz beim TSC-Turnier in Deutschland[17]
- März 1986: 1. Platz beim Japan Cup in Japan[18]
- April 1985: 1. Platz beim Gee-Bee Tournament in Finnland[19]

## Nach dem Boxen
Nach dem Boxen arbeitete er als Sozialpädagoge und als Boxtrainer beim BC Wismut Gera.

## Film und Fernsehen
- Legenden des Geraer Boxsports, Thüringer Lernsender labor14
- Meckern und Machen – Mitten in Gera, ZDF